# Théodore Ier de Montferrat
Pour les articles homonymes, voir Théodore Ier.
Théodore Paléologue, également connu sous les noms de Théodore Ier de Montferrat ou Théodore Comnène Paléologue de Montferrat (né v. 1290 à Constantinople et mort le 24 avril 1338 à Trino Vercellese) est le fils de l'empereur byzantin Andronic II Paléologue (1259–1332) et de Yolande de Montferrat (1274–1317). Il est marquis de Montferrat de 1305 à sa mort.

## Biographie
Théodore de Montferrat prend le titre de marquis de Montferrat en 1305, à la mort sans postérité de son oncle maternel Jean Ier de Montferrat. Il débarque à Gênes en 1306, où il épouse  Argentina Spinola fille du seigneur de la cité Opizzino Spinola, il se trouve immédiatement impliqué dans un conflit de succession pour le marquisat de Montferrat.
Manfred IV de Saluces, comme représentant de la Maison Alérame avait déjà occupé une grande partie des domaines et avait instauré un climat d'incertitude et désordres armés. Les Prince de Piémont de la maison d'Achaïe et le roi Charles II de Naples se disputaient également les riches territoires du Montferrat ; grâce à l'appui de la politique byzantine et des partisans locaux, Théodore réussit en quelques années à reconquérir les territoires qui lui avaient été soustraites par les seigneurs piémontais, et l’empereur Henri VII le confirme dans ses droits en 1310.
La politique menée par Theodore a principalement consisté à maintenir ses domaines du Piémont sans entreprendre des campagnes militaires de conquête. Afin de mieux contrôler ses territoires il convoque les parlements, institués par Manfred IV de Saluces en 1305 pendant la période où le trône du marquisat était vacant. Ces Parlements étaient fréquentés par les propriétaires terriens et les communautés urbaines mais pas le clergé, parce qu'il exemptés d'impôt. La gestion des terres, les impôts et de la défense militaire y étaient évoqués. C'est pas ce biais que le Paléologue pouvait dominer la petite noblesse féodale terrienne et se la lier.
Du fait de ses origines à partir 1319 Théodore s'intéresse au problème du schisme entre l'Eglise d'Occident et l'Église d'Orient à la demande du pape Jean XXII. Théodore Ier exploite ses connexions avec la cour byzantine pour amener le pape et l'empereur Andronic II Paléologue s'entendre mais ses bonnes relations avec l'Eglise d'Avignon ont finalement considérée comme une manœuvre ouvertement anti-angevine.
Theodore meurt à Trino Vercellese en 1338 et son fils Jean II de Montferrat associé au gouvernement depuis deux ans lui succède. En 1307, il avait épousé Argentina Spinola. Ils ont deux enfants, Giovanni et Yolande qui épousera Aymon de Savoie.

## Œuvre littéraire
Théodore Paléologue compose en 1326, en grec, un traité de bon gouvernement, du type des miroirs des princes, qu'il traduit lui-même en latin en 1330. Bien que l'œuvre originale en grec soit perdue, des fragments de la traduction latine subsiste. Cette version latine fait par la suite l'objet d'une traduction française par Jean de Vignay.